# 射洪乡
射洪乡，是中华人民共和国四川省达州市渠县曾经下辖的一个乡。2019年12月，撤销射洪乡，原射洪乡桂坝村、跳蹬村、太山村、太阳村所属行政区域划归有庆镇管辖，将原射洪乡射洪社区、清水村、齐乐村、黄龙村所属行政区域划归清溪场镇管辖，将原射洪乡马鞍村所属行政区域划归宝城镇管辖。

## 行政区划
射洪乡撤销前下辖以下地区：
射洪村、桂坝村、跳蹬村、太山村、太阳村、黄龙村、齐乐村、清水村和马鞍村。